# Jaguarembé
Jaguarembé é o quarto distrito do município de Itaocara, no estado do Rio de Janeiro, no Brasil. 

## Etimologia
Em 1904, o povoado de "Valão da Onça" (nome do córrego que cortava o povoado), que tinha sua sede na antiga propriedade de Bernardo Fernandes Oliveira, alterou seu nome para Jaguarembé, que é a tradução de "Valão da Onça" para a língua tupi, através da junção de îagûara, onça e 'yemby, córrego, valão.

## Economia
Sua economia se baseia na agricultura.